# Vulcão Miño
O Vulcão Miño é um cone em forma simétrica estratovulcanico localizado na Província de El Loa, Antofagasta, Chile. Fica a alguns quilômetros a noroeste do vulcão Aucanquilcha e, a seus pés, nasce o rio Loa. O principal assentamento nas proximidades é Ollagüe. Este vulcão é geralmente considerado parte de Aucanquilcha, e os fluxos de lava parecem se originar do cume. Ao contrário de muitos outros cumes altos na área, não há evidências de uma ascensão pré-colombiana ao seu cume.